# Baker McKenzie
Baker McKenzie, tidigare Baker & McKenzie, är en internationell advokatbyrå, som grundades i Chicago 1949 av Russell Baker och John McKenzie. Den var en av de första advokatbyråerna som verkligen blev global. Advokatbyrån har idag fler 13 000 medarbetare 77 kontor i 47 länder.
I Sverige är Baker McKenzie en topprankad byrå som bland annat utnämndes till Årets Bästa Advokatbyrå 2008 av Affärsvärlden.
Ingen nationalitet dominerar firman och mer än 80 procent av juristerna finns utanför USA. Juristerna kommer från cirka 60 länder och talar fler än 75 språk, med engelska som koncernspråk.
Advokatbyrån har en bredare geografisk täckning och fler jurister i världens ledande finanscentra (New York, London, Tokyo och Hongkong) än någon annan firma.
Globalt räknas Baker McKenzie konsekvent bland världens ledande advokatbyråer, både i storlek och omsättning.   
Baker McKenzie är också den största internationella advokatbyrån i Asien, med 14 kontor och i Latinamerika, med 16 kontor. Dock kommer en väsentlig del av omsättningen (43 procent) från byråns kontor i Europa och Mellanöstern.

## Historik

### Tidig internationalisering
Firman blev internationell efter 1955 när en advokat i Venezuela kontaktade Baker McKenzie och föreslog att man skulle öppna ett gemensamt kontor i Caracas. Donald Baker, Russel Bakers son, flyttade kort därefter till Caracas för att arbeta i firman. Under de följande tre åren slogs portarna upp till nya kontor i Washington, D.C., Bryssel, Zürich, New York och São Paulo. Till skillnad från andra amerikanska advokatbyråer som ofta praktiserade amerikansk rätt utomlands, beslöt Baker McKenzie tidigt att utbilda lokala jurister, ofta genom att låta dem arbeta vid Chicago-kontoret under en inledande tid och endast tillfälligt ombasera amerikanska jurister till de utländska kontoren för att övervaka etableringen. Redan 1978 hade Baker McKenzie 26 kontor i 20 länder.

### Konsolidering och ytterligare expansion
Firmans ledning identifierade tidigt ett antal trender och satsade på en expansion i takt med att dessa trender utvecklade sig. Under 1986 öppnade firman kontor i norra Mexiko för att arbeta med juridiken kring den industriella utvecklingen i den regionen. Baker McKenzie var en av de första utländska advokatbyråerna som vågade sig in i Östeuropa efter att Berlinmuren föll. Ytterligare tillväxt ledde till att firman år 1990 hade 49 kontor i 6 världsdelar, med drygt 1500 advokater och en omsättning om 404 miljoner dollar.

## Stockholmskontoret
Vid Baker McKenzies kontor i Stockholm är 50-talet jurister verksamma.

## Kontor
Övriga kontor ute i världen är följande

### Europa
- Almaty – med satellitkontor i Tasjkent
- Amsterdam, Nederländerna
- Antwerpen, Belgien
- Baku, Azerbajdzjan
- Barcelona, Spanien
- Berlin, Tyskland
- Bologna, Italien
- Bryssel, Belgien
- Budapest, Ungern
- Düsseldorf, Tyskland
- Frankfurt am Main, Tyskland
- Genève, Schweiz
- Kiev, Ukraina
- London, Storbritannien
- Madrid, Spanien
- Milano, Italien
- Moskva, Ryssland
- München, Tyskland
- Paris, Frankrike
- Prag, Tjeckien
- Rom, Italien
- Sankt Petersburg, Ryssland
- Stockholm, Sverige
- Wien, Österrike
- Warszawa, Polen
- Zürich, Schweiz

### Mellanöstern
- Manama, Bahrain
- Kairo, Egypten
- Riyadh, Saudiarabien

### Nordamerika
- Chicago (One Prudential Plaza)
- Dallas
- Houston
- Miami
- New York
- Palo Alto
- San Diego
- San Francisco
- Toronto (BCE Place)
- Washington, D.C.

### Latinamerika
- Bogotá, Colombia
- Buenos Aires, Argentina
- Cancún, Mexiko
- Caracas, Venezuela
- Chihuahua, Mexiko
- Guadalajara, Mexiko
- Juárez, Mexiko
- Mexico City, Mexiko
- Monterrey, Mexiko
- Santiago de Chile, Chile
- Tijuana, Mexiko
- Valencia

Trench, Rossi e Watanabe med kontor i Brasília, Porto Alegre, Rio de Janeiro och São Paulo, är knutet till Baker McKenzie men utgör inte medlemsfirmor.

### Asien/Oceanien
- Bangkok, Thailand
- Beijing, Kina
- Hanoi, Vietnam
- Ho Chi Minh-staden, Vietnam
- Hongkong
- Jakarta, Indonesien
- Kuala Lumpur, Malaysia (Maxis Tower) - samarbete med Wong & Partners.
- Manila, Filippinerna
- Melbourne, Australien (Rialto Towers)
- Shanghai, Kina (Jin Mao Tower)
- Singapore (Millenia Tower)
- Sydney, Australien (AMP Centre)
- Taipei, Taiwan
- Tokyo, Japan - samriskbolag med Tokyo Aoyama Aoki Koma Law Offices (東京青山青木狛法律事務所?).

## Samarbete med högskolor och universitet
Företaget är en av medlemmarna, benämnda Partners, i Handelshögskolan i Stockholms partnerprogram för företag som bidrar finansiellt till högskolan och nära samarbetar med den vad gäller forskning och utbildning.